# Lu Wenfu
Lu Wenfu (Taixing, 23 marzo 1928 – Suzhou, 9 luglio 2005) è stato uno scrittore cinese.
Ha pubblicato in Italia nel 1991 Vita e Passione di un Gastronomo Cinese che è stato pubblicato in Cina nel 1982 ed è stato oggetto di una fortunata riduzione cinematografica.
Originario di Suzhou, famosa e splendida città d'acqua, una Venezia d'oriente disseminata di canali. Suzhou, dove ambienterà quasi tutte le sue opere, costituirà sempre per lo scrittore il sogno. E "il sogno, si sa, ha un legame stretto con la letteratura" (come dice nella sua biografia).
Sono gli anni dell'ondata rivoluzionaria e anche Lu Wenfu si unisce alla lotta partigiana. Poi esordisce come giornalista. Fu allora, racconta, che "imparai a conciliare sogno e realtà" e il passaggio alla letteratura si fece spontaneo. "Ma chi avrebbe mai previsto che la letteratura fosse un gioco così pericoloso?"
Di certo il mestiere di scrittore non fu per lui mai semplice: durante la campagna anti-destra seguita al movimento dei 100 fiori (1956-1957), subì una prima, dura critica che lo allontanò dalla scena culturale. Ritornato dopo 2 anni a Suzhou, commentava le sue disgrazie con la solita, elegante ironia: "cadere nel fossato? Nient'altro che un granello di saggezza in più!" E riprendeva a scrivere. Tuttavia non riusciva e non riuscì mai ad adeguarsi alla letteratura stereotipata del realismo socialista, a prendere come protagonisti delle sue opere quegli eroi che "misurano cinque o sei metri d'altezza e hanno braccia e gambe smisurate. Io mi tenevo in disparte", aggiungeva, "non volevo giocare a quel gioco!(in fondo non sono altro che un metro e settanta!)... fu così che cominciai a parlare di operai normali... di quei semplici rapporti tra le persone che erano andati in mille pezzi dopo troppe lotte di classe". È però con la Rivoluzione Culturale che per Lu Wenfu arrivano gli anni davvero bui: "con un cartello appeso al collo fui mandato per le strade a domandare perdono, nulla mi fu risparmiato... vollero farmi pagare conti vecchi e nuovi".
Rimase confinato in campagna per 9 lunghi anni.
Riabilitato nel 1982, ormai cinquantenne, ritorna a Suzhou e riprende a scrivere "come un malato che, dopo tredici anni di letto, si alza e cammina appoggiandosi al muro". Da questa esperienza e dalla maturità nasce il gastronomo (questo il titolo originale di Vita e Passione di un Gastronomo Cinese, che riscuote un rilevante successo di pubblico e di critica giungendo anche sullo schermo in una riuscita riduzione cinematografica. L'ironia, puntualmente sottolineata da una lingua ricca di sorprese e onomatopee, è nel romanzo costante, pungente, sottile: un'ironia per la quale il rivoluzionario diventa vittima della rivoluzione e il borghese viene privilegiato per i suoi vizi.
Come tutta la letteratura delle radici, una delle tante correnti letterarie nate dopo la caduta della "banda dei quattro", anche l'opera di Lu Wenfu tende a restituire un volto più umano, completo e specifico all'individuo, collegandolo alle sue matrici culturali. A narrare realtà locali attraverso una descrizione estremamente accurata, fino ad apparire pittoresca, del contesto sociale, a dare uno specchio efficace della Cina contemporanea gettando nello stesso tempo luce sulla società antica.
L'ironia di Lu Wenfu fa meditare, la sua maturità è frutto di esperienze e umiliazioni: "molti amici non sono più vicino a me, alcuni sono morti nelle sofferenze, altri, scontrandosi con la realtà, hanno perso il talento. È per questo che ho l'impressione di avere come la responsabilità storica di dover descrivere le voci del mio tempo e i cambiamenti della società in cui vivo. Anche se il mestiere di scrittore non è di certo tra i migliori: ti brucia il cuore e le energie in una lampada ad olio per non emettere che una debole luce..."